# Olympique de Marseille 1977-1978
Questa voce raccoglie le informazioni riguardanti l'Olympique de Marseille nelle competizioni ufficiali della stagione 1977-1978.

## Stagione
Ritrovatosi a ridosso della zona retrocessione in seguito a tre sconfitte nelle prime quattro gare, l'Olympique Marsiglia inanellò alcune serie di risultati utili consecutivi che gli consentirono di raggiungere il Nizza e il Monaco, impegnate nella lotta al vertice. Grazie anche ai risultati favorevoli ottenuti con le altre due contendenti, i foceensi conclusero il girone di andata in testa alla classifica, confermandosi al comando fino a un calo accusato a metà della tornata conclusiva. Una successiva serie positiva di quattro risultati permise all'OM di rientrare nella lotta al titolo, ma tre sconfitte nelle ultime cinque gare lo esclusero con un turno di anticipo dal gradino inferiore del podio, ultima posizione valida per la qualificazione in Coppa UEFA.
In Coppa di Francia l'Olympique Marsiglia giunse imbattuto fino ai quarti di finale, eliminando prevalentemente squadre di pari categoria come il Troyes AF e il Bordeaux. Opposti al Sochaux, i foceensi uscirono dalla competizione per effetto di una rete subìta nell'ultima parte della gara di ritorno.

## Maglie e sponsor
Lo sponsor tecnico per la stagione 1977-1978 è Adidas, mentre gli sponsor ufficiali sono Mas d'Auge per il campionato e RTL per la Coppa di Francia.
| Manica sinistra · Manica sinistra · Maglietta · Maglietta · Manica destra · Manica destra · Pantaloncini · Calzettoni · Calzettoni |

## Rosa
| N. |                    | Ruolo | Calciatore           |
| -- | ------------------ | ----- | -------------------- |
|    | Francia (bandiera) | P     | Gerard Migeon        |
|    | Francia (bandiera) | D     | Gerard Bacconnier    |
|    | Francia (bandiera) | D     | Michel Baulier       |
|    | Francia (bandiera) | D     | François Bracci      |
|    | Francia (bandiera) | D     | Christian Caminiti   |
|    | Francia (bandiera) | D     | Thierry Chancel      |
|    | Francia (bandiera) | D     | Roland Gransart      |
|    | Francia (bandiera) | D     | Marius Trésor        |
|    | Francia (bandiera) | D     | Jean-Pierre Truqui   |
|    | Francia (bandiera) | C     | Georges Bereta       |
|    | Spagna (bandiera)  | C     | Christian Fernandez  |
|    | Francia (bandiera) | C     | Jean-Charles De Bono |
|    | Francia (bandiera) | C     | Jean Fernandez       |

| N. |                    | Ruolo | Calciatore          |
| -- | ------------------ | ----- | ------------------- |
|    | Francia (bandiera) | C     | Felix Lendo         |
|    | Svezia (bandiera)  | C     | Anders Linderoth    |
|    | Francia (bandiera) | C     | William Lutenbacher |
|    | Francia (bandiera) | C     | Victor Zvunka       |
|    | Francia (bandiera) | A     | Marc Berdoll        |
|    | Senegal (bandiera) | A     | Sarr Boubacar       |
|    | Francia (bandiera) | A     | Michel Castellani   |
|    | Francia (bandiera) | A     | Lionel Chancelier   |
|    | Francia (bandiera) | A     | Marcel De Falco     |
|    | Francia (bandiera) | A     | Hervé Flores        |
|    | Francia (bandiera) | A     | François Lapinta    |
|    | Senegal (bandiera) | A     | Michel N'Gom        |
|    | Francia (bandiera) | A     | Marc Pascal         |

## Statistiche

### Andamento in campionato
| Giornata  | 1 | 2 | 3  | 4  | 5  | 6 | 7 | 8 | 9 | 10 | 11 | 12 | 13 | 14 | 15 | 16 | 17 | 18 | 19 | 20 | 21 | 22 | 23 | 24 | 25 | 26 | 27 | 28 | 29 | 30 | 31 | 32 | 33 | 34 | 35 | 36 | 37 | 38 |
| --------- | - | - | -- | -- | -- | - | - | - | - | -- | -- | -- | -- | -- | -- | -- | -- | -- | -- | -- | -- | -- | -- | -- | -- | -- | -- | -- | -- | -- | -- | -- | -- | -- | -- | -- | -- | -- |
| Luogo     | C | T | C  | T  | C  | T | C | T | C | T  | C  | T  | C  | T  | C  | T  | C  | T  | C  | T  | C  | T  | C  | T  | C  | T  | C  | T  | C  | T  | C  | T  | C  | T  | C  | T  | C  | T  |
| Risultato | V | P | P  | P  | V  | V | V | P | V | V  | V  | V  | P  | V  | V  | N  | V  | N  | V  | V  | P  | V  | P  | N  | P  | N  | N  | V  | P  | V  | V  | N  | V  | P  | V  | P  | P  | V  |
| Posizione | 3 | 8 | 13 | 16 | 13 | 8 | 3 | 6 | 5 | 4  | 4  | 4  | 4  | 3  | 2  | 2  | 1  | 1  | 1  | 1  | 1  | 1  | 1  | 2  | 4  | 4  | 4  | 2  | 3  | 3  | 3  | 2  | 1  | 3  | 3  | 4  | 4  | 4  |

Fonte:  France » Ligue 1 1977/1978 » Schedule, su worldfootball.net.
Legenda:

Luogo: C = Casa; T = Trasferta. Risultato: V = Vittoria; N = Pareggio; P = Sconfitta.